# STX Europe

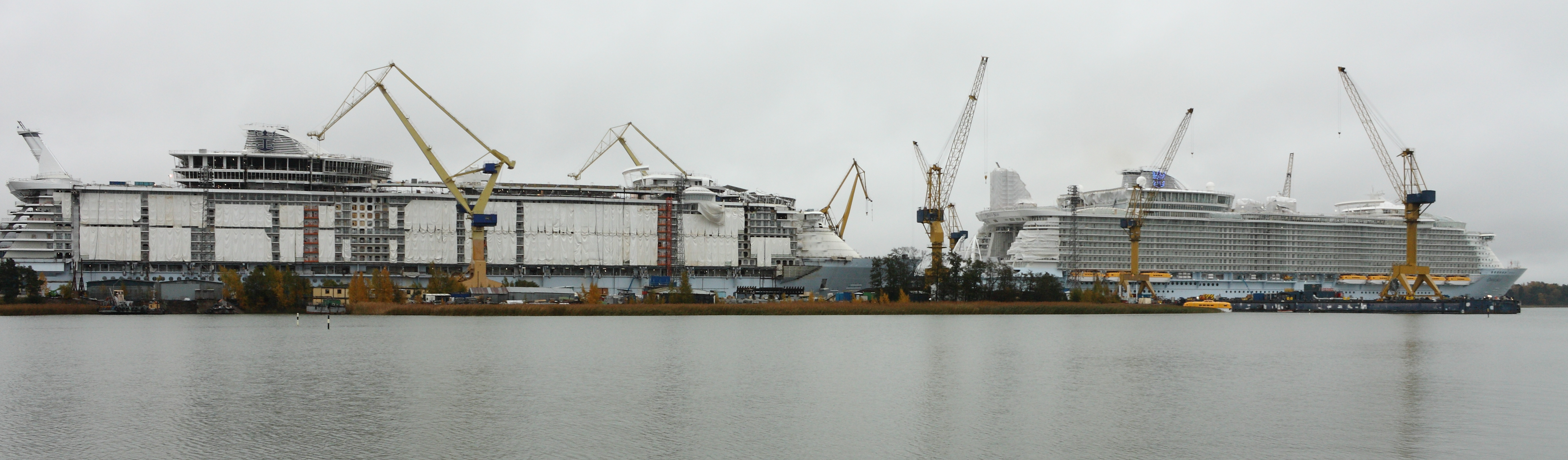
M/S Allure of the Seas och M/S Oasis of the Seas under byggnad i STX Finland Cruise i Åbo.

STX Europe, tidigare Aker Yards, var en koreanskägd varvsgrupp. Företaget byggde på Pernovarvet i Åbo världens då största kryssningsfartyg Oasis of the Seas och Allure of the Seas och världens största färja M/S Color Magic. Som mest drev STX tio varv i Europa.
Bolaget bildades som Aker Yards genom en fusion mellan de norska varvsföretagen Kværner och Aker Maritime 2001.
En andel av bolaget köptes 2007 av den koreanska STX-koncernen och i augusti 2008 lades ett bud för att öka andelen från 40 till 90 %, varvid också namnet skulle bytas till STX Europe. Genom Aker Yards skulle STX få expertis ifråga om lyxkryssare, isbrytare och andra specialfartyg. Det koreanska varvsföretaget hade tidigare främst byggt fraktfartyg och tankers.
Tidpunkten för förvärvet var oläglig, då en finanskris ledde till lågkonjunktur i de västliga industriländerna 2009. Den mest lönande delen av det då kvarande STX, STX OSV, börslistades 2010 och STX sålde inom några år sin andel av bolaget till Fincantieri 2011. Kring årsskiftet 2011 bildades av Sandvikenvarvet i Helsingfors samrisk företaget Arctech Helsinki Shipyard med det ryska statsägda United Shipbuilding Corperation. Samtidigt med det sista av STX OSV, sålde STX också fem varv i Norge, två i Rumänien, ett i Vietnam och ett i Brasilien, senare också ett reparationsvarv i Norge. I maj 2013 såldes de två varven i Frankrike och varvet i Dalian i Kina. Varvet i Raumo lades ned och såldes till Raumo stad 2014 Rauma Marine Constructions, PernovarvetÅbo såldes till tyska Meyer-Werft och United Shipbuilding Corporation övertog 2015 hela Arctech Helsinki Shipyard.

## Tidigare varv
- Sandvikens varv, Helsingfors
- Pernovarvet, Åbo
- Varvet i Raumo, Finland
- Nuvarande Vard Aukra, Aukra, Norge
- Nuvarande Vard Brattvåg, Brattvåg, Norge
- Nuvarande Vard Brevik, Brevik, Norge
- Florø, Norge
- Nuvarande Vard Søviknes, Søvik, Norge
- Nuvarande Vard Langsten, Tomrefjord, Norge
- Lorient, Frankrike
- Chantiers de l'Atlantique, St. Nazaire, Frankrike
- Brăila, Rumänien
- Tulcea, Rumänien
- Niteroi, Brasilien
- Vũng Tàu, Vietnam